# 가상현실 (영화)
《가상 현실》(영어: Virtuosity)은 1995년 공개된 미국의 SF 액션 영화이다.

## 출연
- 덴절 워싱턴 - 파커 반스 경위 역
- 러셀 크로 - 시드 6.7 역
- 켈리 린치 - 매디슨 카터 박사 역
- 스티븐 스피넬라
- 윌리엄 포사이스
- 루이즈 플레처
- 윌리엄 픽트너
- 코스터스 맨딜로어
- 케빈 J. 오코너
- 케일리 쿼코
- 마리 모로
- 트레이시 로즈

## 기타 제작진
- 공동 제작: 지밀 에버렛
- 협력 제작: 로버트 맥민
- 배역: 데버라 어퀼라
- 미술: 닐로 로디스저메로
- 의상: 프랜신 제이미슨 탠척

## 우리말 녹음
MBC 성우진 (덴젤 워싱턴의 킬링 머신으로 방영)
- 김관철 - 파커 (덴절 워싱턴)
- 박조호 - 시드 6.7 (러셀 크로)
- 정남 - 카터 박사 (켈리 린치)
- 전임복
- 이종오
- 이병식
- 이종혁
- 김호성
- 최석필
- 김용준
- 고성일
- 김서영
- 김지영
- 채의진
- 최한
- 표영재